# Qualifications des épreuves de cyclisme aux Jeux européens de 2015
Pour un article plus général, voir Cyclisme aux Jeux européens de 2015.
Un total de 346 coureurs participent aux compétitions de cyclisme aux Jeux européens de 2015 : 223 en cyclisme sur route, 75 en VTT et 48 en BMX. les quotas sont attribués aux différents Comités olympiques européens (CNO) par le biais des différents classements mondiaux par nations de l'UCI au 31 décembre 2014.
Les quotas sont attribués par l'UEC.

## Quotas pas CNO
| Nation             | Route  | Route  | Route  | Route  | VTT | VTT | BMX | BMX | Total | Total |
| Nation             | Hommes | Hommes | Femmes | Femmes | H   | F   | H   | F   | Q     | C     |
| Nation             | CEL    | CLM    | CEL    | CLM    | H   | F   | H   | F   | Q     | C     |
| ------------------ | ------ | ------ | ------ | ------ | --- | --- | --- | --- | ----- | ----- |
| Albanie            | 2      |        |        |        |     |     |     |     | 2     | 2     |
| Allemagne          | 4      | 2      | 5      | 2      | 3   | 3   | 2   | 1   | 22    | 18    |
| Andorre            | 1      |        |        |        |     |     |     |     | 1     | 1     |
| Autriche           | 4      | 1      | 2      | 1      | 1   | 1   |     |     | 10    | 8     |
| Azerbaïdjan        | 3      | 2      | 2      | 1      | 2   | 2   |     |     | 12    | 9     |
| Biélorussie        | 3      | 1      | 4      | 2      |     |     | 1   | 1   | 12    | 9     |
| Belgique           | 5      | 2      | 4      | 2      | 2   | 2   | 1   | 2   | 20    | 16    |
| Bosnie-Herzégovine | 1      |        |        |        |     |     |     |     | 1     | 1     |
| Bulgarie           | 2      |        |        |        |     |     |     |     | 2     | 2     |
| Croatie            | 3      | 1      | 1      |        | 1   |     |     |     | 6     | 5     |
| Danemark           | 5      | 2      | 2      | 1      | 1   | 1   | 2   | 2   | 16    | 13    |
| Espagne            | 5      | 1      | 1      |        | 3   |     | 1   | 1   | 12    | 11    |
| Estonie            | 4      | 1      |        |        | 1   |     |     | 1   | 7     | 6     |
| Finlande           | 1      |        | 2      | 1      | 1   |     |     |     | 5     | 4     |
| France             | 5      | 2      | 4      | 2      | 3   | 3   | 3   | 2   | 24    | 20    |
| Géorgie            | 2      |        |        |        |     |     |     |     | 2     | 2     |
| Grande-Bretagne    | 5      | 2      | 5      | 2      | 1   |     | 3   | 1   | 19    | 15    |
| Grèce              | 3      | 1      | 1      |        | 1   |     | 1   | 1   | 8     | 7     |
| Hongrie            | 2      |        | 1      |        | 1   |     | 1   |     | 5     | 5     |
| Irlande            | 4      | 1      |        |        |     |     |     |     | 5     | 4     |
| Israël             | 2      |        | 1      |        | 1   |     |     |     | 4     | 4     |
| Italie             | 5      | 2      | 5      | 2      | 3   | 2   | 2   |     | 21    | 17    |
| Lettonie           | 3      | 1      |        |        | 1   |     | 3   | 1   | 9     | 8     |
| Lituanie           | 3      | 1      | 2      | 1      |     |     | 1   | 1   | 9     | 7     |
| Luxembourg         | 3      | 1      | 2      | 1      | 1   |     |     |     | 8     | 6     |
| Moldavie           | 3      | 1      |        |        |     |     |     |     | 3     | 1     |
| Norvège            | 4      | 2      | 2      | 1      | 1   | 2   | 2   | 1   | 15    | 12    |
| Pays-Bas           | 5      | 2      | 5      | 2      | 2   |     | 3   | 2   | 21    | 17    |
| Pologne            | 5      | 2      | 4      | 2      | 1   | 3   |     |     | 17    | 13    |
| Portugal           | 4      | 2      |        |        | 1   |     | 1   |     | 8     | 6     |
| Tchéquie           | 4      | 2      | 2      | 1      | 2   | 2   | 1   | 2   | 16    | 13    |
| Roumanie           | 4      | 1      |        |        | 1   |     |     |     | 6     | 5     |
| Russie             | 5      | 2      | 4      | 2      | 1   | 1   | 3   | 1   | 19    | 15    |
| Serbie             | 2      |        |        |        | 1   |     |     |     | 3     | 3     |
| Slovaquie          | 3      | 1      |        |        | 2   |     |     |     | 6     | 5     |
| Slovénie           | 5      | 2      | 2      | 1      | 1   | 3   |     |     | 14    | 11    |
| Suède              | 3      | 1      | 5      | 2      | 2   | 2   | 1   |     | 16    | 13    |
| Suisse             | 4      | 1      | 2      | 1      | 3   | 3   | 2   |     | 16    | 14    |
| Turquie            | 3      | 1      | 1      |        | 1   |     |     |     | 6     | 5     |
| Ukraine            | 5      | 2      | 2      | 1      | 1   | 1   | 1   |     | 13    | 10    |
| Total: 40 CNOs     | 138    | 47     | 73     | 31     | 47  | 31  | 35  | 20  | 422   | 344   |

Légende
- CEL – Course en ligne
- CLM – Contre-la-montre
- Q – Quotas
- C – Coureurs

## Cyclisme sur route

### Course en ligne masculine
| Méthode de qualification   | Classement par nations | Coureurs par CNO | Qualifiés                                                                                        |
| -------------------------- | ---------------------- | ---------------- | ------------------------------------------------------------------------------------------------ |
| Organisateur               | NC                     | 3                | Azerbaïdjan                                                                                      |
| Classement UCI par nations | 1–11                   | 5                | Italie Belgique France Espagne Pays-Bas Russie Grande-Bretagne Pologne Ukraine Slovénie Danemark |
| Classement UCI par nations | 12–20                  | 4                | Autriche Tchéquie Allemagne Norvège Portugal Suisse Roumanie Estonie Irlande                     |
| Classement UCI par nations | 21–30                  | 3                | Lettonie Croatie Luxembourg Suède Grèce Moldavie Turquie Slovaquie Biélorussie Lituanie          |
| Classement UCI par nations | 31–36                  | 2                | Bulgarie Serbie Hongrie Albanie Géorgie Israël                                                   |
| Classement UCI par nations | 37–40                  | 1                | Finlande Bosnie-Herzégovine                                                                      |
| Places universelles        | 7 CNOs                 | 1                | Andorre Kosovo Malte Monaco                                                                      |
| Total                      |                        | 138              |                                                                                                  |

### Course en ligne féminine
| Méthode de qualification   | Classement par nations | Coureurs par CNO | Qualifiés                                                                               |
| -------------------------- | ---------------------- | ---------------- | --------------------------------------------------------------------------------------- |
| Organisateur               | NC                     | 2                | Azerbaïdjan                                                                             |
| Classement UCI par nations | 1–5                    | 5                | Pays-Bas Italie Allemagne Grande-Bretagne Suède                                         |
| Classement UCI par nations | 6–10                   | 4                | France Belgique Russie Biélorussie Pologne                                              |
| Classement UCI par nations | 11–20                  | 2                | Ukraine Norvège Suisse Luxembourg Finlande Autriche Tchéquie Lituanie Danemark Slovénie |
| Classement UCI par nations | 21–26                  | 1                | Espagne Croatie Grèce Hongrie Turquie Israël                                            |
| Places universelles        | 2 CNOs                 | 1                | Bosnie-Herzégovine Malte Slovaquie                                                      |
| Total                      |                        | 70               |                                                                                         |

### Contre-la-montre masculin
| Méthode de qualification   | Classement par nations | Coureurs par CNO | Qualifiés |
| -------------------------- | ---------------------- | ---------------- | --- |
| Organisateur               | NC                     | 2                | Azerbaïdjan |
| Classement UCI par nations | 1–15                   | 2                | Italie Belgique France Espagne Pays-Bas Russie Pologne Ukraine Slovénie Danemark Autriche Tchéquie Allemagne Norvège Portugal           |
| Classement UCI par nations | 16–30                  | 1                | Grande-Bretagne Suisse Roumanie Estonie Irlande Lettonie Croatie Luxembourg Suède Grèce Moldavie Turquie Slovaquie Biélorussie Bulgarie |
| Total                      |                        |                  | 45 |

### Contre-la-montre féminin
| Méthode de qualification   | Classement par nations | Coureurs par CNO | Qualifiés                                                                                  |
| -------------------------- | ---------------------- | ---------------- | ------------------------------------------------------------------------------------------ |
| Organisateur               | NC                     | 2                | Azerbaïdjan                                                                                |
| Classement UCI par nations | 1–10                   | 2                | Pays-Bas Italie Allemagne Grande-Bretagne Suède France Belgique Russie Biélorussie Pologne |
| Classement UCI par nations | 11–20                  | 1                | Ukraine Norvège Suisse Luxembourg Finlande Autriche Tchéquie Lituanie Danemark Slovénie    |
| Total                      |                        | 30               |                                                                                            |

## VTT

### Cross-country masculin
| Méthode de qualification   | Classement par nations | Coureurs par CNO | Qualifiés |
| -------------------------- | ---------------------- | ---------------- | --- |
| Organisateur               | NC                     | 2                | Azerbaïdjan |
| Classement UCI par nations | 1–5                    | 3                | Suisse France Allemagne Espagne Italie |
| Classement UCI par nations | 6–10                   | 2                | Pays-Bas Tchéquie Belgique Suède Slovaquie |
| Classement UCI par nations | 11–29                  | 1                | Autriche Portugal Grande-Bretagne Russie Israël Ukraine Pologne Norvège Hongrie Danemark Lettonie Grèce Finlande Turquie Estonie Roumanie Slovénie Luxembourg Serbie |
| Total                      |                        | 46               | |

### Cross-country féminin
| Méthode de qualification   | Classement par nations | Coureurs par CNO | Qualifiés                                |
| -------------------------- | ---------------------- | ---------------- | ---------------------------------------- |
| Organisateur               | NC                     | 2                | Azerbaïdjan                              |
| Classement UCI par nations | 1–5                    | 3                | Suisse Slovénie Allemagne Pologne France |
| Classement UCI par nations | 6–10                   | 2                | Norvège Suède Belgique Tchéquie Italie   |
| Classement UCI par nations | 11–14                  | 1                | Russie Danemark Autriche Ukraine         |
| Total                      |                        | 31               |                                          |

## BMX

### Hommes
| Méthode de qualification   | Classement par nations | Coureurs par CNO | Qualifiés                                                                           |
| -------------------------- | ---------------------- | ---------------- | ----------------------------------------------------------------------------------- |
| Organisateur               | NC                     | 1                | Azerbaïdjan                                                                         |
| Classement UCI par nations | 1–5                    | 3                | Grande-Bretagne Pays-Bas France Lettonie Russie                                     |
| Classement UCI par nations | 6–10                   | 2                | Suisse Italie Allemagne Danemark Norvège                                            |
| Classement UCI par nations | 11–20                  | 1                | Hongrie Espagne Grèce Portugal Ukraine Suède Biélorussie Lituanie Belgique Tchéquie |
| Total                      |                        | 35               |                                                                                     |

### Femmes
| Méthode de qualification   | Classement par nations | Coureurs par CNO | Qualifiés                                                                                    |
| -------------------------- | ---------------------- | ---------------- | -------------------------------------------------------------------------------------------- |
| Organisateur               | NC                     | 1                | Azerbaïdjan                                                                                  |
| Classement UCI par nations | 1–5                    | 2                | Pays-Bas France Danemark Tchéquie Belgique                                                   |
| Classement UCI par nations | 6–14                   | 1                | Russie Lituanie Grande-Bretagne Allemagne Lettonie Biélorussie Espagne Norvège Estonie Grèce |
| Total                      |                        | 20               |                                                                                              |